# 린다 왕
린다 왕(Linda Wang, 1945년 11월 20일 ~ )은 미국의 배우, 모델, 연극 배우, 텔레비전 배우, 성우, 영화배우이다.
로스앤젤레스에서 태어났다.

## 영화
- 하드 라이드 (2015년)
- 세레니티 (2005년)
- 데드 에어 (1994년)
- 코스비 가족 (1984년)
- 원 라이프 투 리브 (1968년)
- 우리 생애 나날들 (1965년)
- 애즈 더 월드 턴즈 (1956년)